# Chalamera
Chalamera es un municipio y localidad española de la provincia de Huesca, en la comunidad autónoma de Aragón. El término municipal, ubicado en la comarca del Bajo Cinca, tiene una población de 131 habitantes (INE 2024). 

## Geografía
El municipio tiene un área de 11,50 km² con una población de 111 habitantes (INE 2017) y una densidad de 9,65 hab./km². Está situado en la margen derecha del río Cinca y en la izquierda del río Alcanadre, unos 5 km antes de que confluyan ambos, dista de Huesca 80 km.

## Historia
En 1098 el rey Pedro I de Aragón solicitó del papa Urbano II que incorporase "Calameran" al obispado de Roda. De realengo entre 1110 y 1146 por presentar tenentes. El 27 de noviembre de 1143 Ramón Berenguer IV, príncipe de Aragón y conde de Barcelona, dio Chalamera a la orden del Hospital de la que fue hasta 1785 por lo menos.
Hacia mediados del siglo XIX, el lugar tenía contabilizada una población de 265 habitantes. Aparece descrito en el séptimo volumen del Diccionario geográfico-estadístico-histórico de España y sus posesiones de Ultramar de Pascual Madoz de la siguiente manera:

CHALAMERA: l. con ayunt. en la prov. de Huesca (18 horas), part. jud. y adm. de rent. de Fraga (5), aud. terr. y c. g. de Zaragoza (24), dióc. de Lérida (10): sit. al S. y en el declive de un montecito, entre la confluencia de los r. Cinca y Alcanadre, resguardado del viento N. por la altura en que se halla la ermita de Ntra Sra. de Chalamera: su clima es regular; las enfermedades mas comunes tercianas. Tiene 80 casas, la mayor parte bajas que forman calles irregulares y pendientes, una pequeña y cuadrilonga plaza, consistorio y un granero en que está la cárcel; igl. parr. (San Martin) servida por un cura rector de patronato real á propuesta del diocesano, cementerio fuera de la pobl., y á 1/2 hora la espresada ermita (Ntra. Sra. de Chalamera). Confina el térm. por N. con Alcolea y Ontiñena; por E. r. Cinca; por S. Ballovar y r. Alcanadre, y por O. los montes donde se halla la ermita. El terreno, con pocas escepciones, es llano y de huerta, pero tenaz, esceptuando una pequeña parte arenisca; es de primera, segunda y tercera calidad, comprendiendo en su radio 2 solos que solo producen chopos: de N. á S., á la izq. y á un tiro de fusil le cruza el rápido r. Cinca, que por su cauce profundo no se puede utilizar; á la der. y de NO. á S. atraviesa el Alcanadre, el cual da las aguas necesarias para el riego de su dilatada huerta por medio de dos acequias, aunque algunos veranos escasea: á 1/2 hora por el S. hay una barca sobre el Cinca, y á 1/8 al N. otra, puesta en los años 1841 ó 1842. Los caminos son locales y de herradura, escluyendo los que dirigen desde Fraga á Barbastro y Huesca, que son de ruedas, pero todos en mal estado. El correo se trae de Alcolea los domingos y miércoles. prod.: vino, aceite, trigo, cebada, avena, maiz, toda especie de legumbres, verduras, lino y seda; cria ganado lanar, pero poco, caza de perdices y conejos; pesca de anguilas, truchas, barbos y alguna saboga. ind.: un sastre, tres tejedores y un molino harinero. comercio: esportacion de algun art. si sobra del consumo, é importacion de los que faltan. pobl.: 14 vec., 265 alm. contr.: 4,469 rs. 32 mrs. presupuesto municipal: 1,938 rs. que se cubre con renta de propios una parte, y el resto por reparto vecinal.
(Madoz, 1847, p. 296)

El 3 de febrero de 1901 nació en la localidad el escritor Ramón J. Sender. En 1975 las protestas de los vecinos de toda la comarca del Bajo Cinca, con apoyo de organizaciones del resto de Aragón, paralizaron el proyecto de instalación de dos centrales nucleares en Chalamera.

## Administración y política
| Período   | Alcalde                  | Partido |  |
| --------- | ------------------------ | ------- |  |
| 1979-1983 | Pedro Carrera Escalona   | Ind.    |  |
| 1983-1987 | Pedro Carrera Escalona   | PP      |  |
| 1987-1991 | Benjamín Lapuente Bayona | PSOE    |  |
| 1991-1995 | Benjamín Lapuente Bayona | PSOE    |  |
| 1995-1999 | Martín Bayona Cebollero  | PSOE    |  |
| 1999-2003 | Martín Bayona Cebollero  | PSOE    |  |
| 2003-2007 | Martín Bayona Cebollero  | PSOE    |  |
| 2007-2011 | Joaquín Bayona Bayona    | PSOE    |  |
| 2011-2015 | Joaquín Bayona Bayona    | PSOE    |  |
| 2015-2019 | Palmira Zapater Vidal    | PP      |  |
| 2019-2023 | Santiago Villas Enrech   | PSOE    |  |
| 2023-     | Santiago Villas Enrech   | PSOE    |  |

| Partido político    | Partido político                                   | 2003   | 2007   | 2011   | 2015   | 2019   | 2023   |
| Partido político    | Partido político                                   | Ediles | Ediles | Ediles | Ediles | Ediles | Ediles |
|                     | Partido Popular de Aragón (PP)                     | 1      | —      | 2      | 4      | 2      | 1      |
|                     | Partido de los Socialistas de Aragón (PSOE-Aragón) | 4      | 4      | 3      | 1      | 3      | 4      |
|                     | Chunta Aragonesista (CHA)                          | —      | 1      | —      | —      | —      | —      |
| Total de concejales | Total de concejales                                | 5      | 5      | 5      | 5      | 5      | 5      |

## Demografía
Chalamera cuenta con una población de 131 habitantes (INE 2024).
| Gráfica de evolución demográfica de Chalamera entre 1842 y 2021                                                     |
| |
| Población de derecho según los censos de población del INE Población de hecho según los censos de población del INE |

## Patrimonio

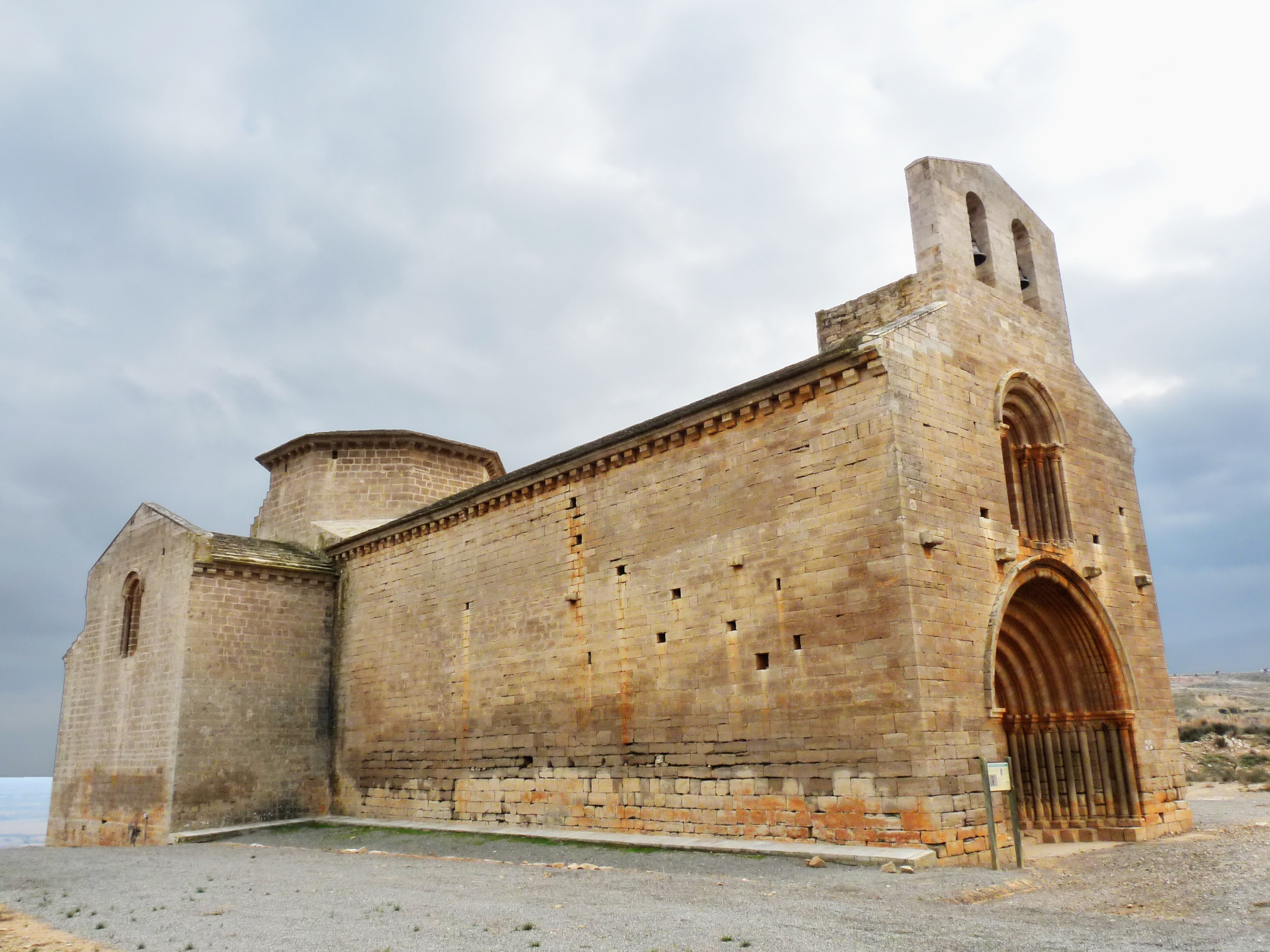
Ermita de Santa María de Chalamera

En el municipio se encuentran una iglesia parroquial bajo la advocación de San Martín y la ermita de Nuestra Señora de Chalamera.

## Cultura
- Varios asentamientos íberos y romanos, una de ellas, la era Forcada.
- Cuevas en las laderas de su montaña, apodada «el castillo».
- En la cima de la montaña donde se encuentra el pueblo había un castillo templario, del cual quedan pocos restos.
- Trincheras de la Guerra Civil.
- Dos miradores, el Tozal y la Balseta.
- El Cinglo, embarcadero en el río Alcanadre.

## Fiestas
- Día 17 de enero en honor a San Antón.
- Día 25 de abril, en honor a San Marcos. Se celebra una romería a la ermita.
- Día 16 de agosto en honor a San Roque.
- Día 11 de noviembre en honor a San Martín. Se celebran las fiestas patronales.